# موزه پلی تکنیک
موزه پلی تکنیک (روسی: Политехнический музей موزه علوم روسیه (обильяновия) یکی از قدیمی‌ترین موزه‌های علمی جهان است و در مسکو واقع شده است. این موزه، فناوری و علوم روسیه و شوروی و همچنین اختراعات مدرن را به نمایش می‌گذارد. این موزه در سال ۱۸۷۲ پس از اولین نمایشگاه فنی سراسری روسیه در دویستمین سالگرد تولد پتر کبیر به ابتکار انجمن فدائیان علوم طبیعی، مردم‌شناسی و قوم‌نگاری تأسیس شد.مرحله اول موزه توسط ایپولیت مونیگتی طراحی و در سال ۱۸۷۷ تکمیل شد. بال شمالی در سال ۱۸۹۶ و بال جنوبی در سال ۱۹۰۷ اضافه شد.
موزه پلی‌تکنیک بزرگ‌ترین موزه فنی در روسیه است و طیف گسترده‌ای از اختراعات تاریخی و دستاوردهای فناوری، از جمله ماشین‌های انسان‌نمای قرن هجدهم و اولین کامپیوترهای شوروی را در خود جای داده است. این مجموعه شامل بیش از ۱۶۰٬۰۰۰ مورد در ۶۵ سالن از جمله شیمی، معدن‌کاری، متالورژی، حمل و نقل، انرژی، اپتیک، اتوماسیون، مهندسی کامپیوتر، رادیو الکترونیک، ارتباطات و اکتشافات فضایی است. از جمله موارد برجسته می‌توان به اولین تلسکوپ آکروماتیک؛ یک میکروسکوپ خورشیدی اولیه توسط آناتومیست آلمانی، یوهان ناتانیل لیبرکون؛ یک لرزه‌نگار اولیه توسط بوریس بوریسوویچ گالیتزین؛ گالوانوپلاستیک توسط موریتز فون جاکوبی؛ و چراغ‌های الکتریکی اولیه توسط پاول یابلوچکوف اشاره کرد.

## تاریخچه

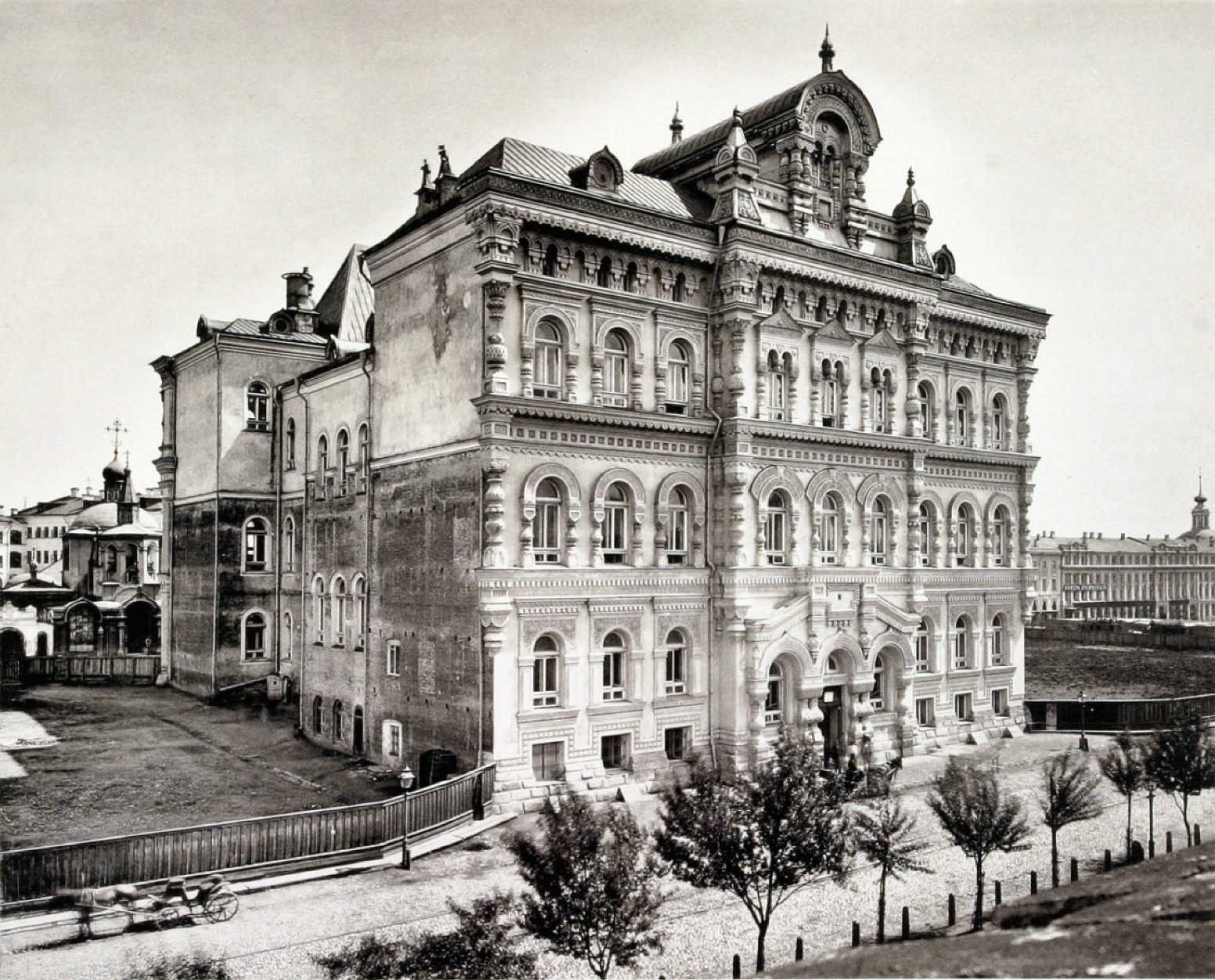
مرحله اول ساخت موزه پلی تکنیک، عکس گرفته شده در سال ۱۸۸۴.

انجمن فدائیان علوم طبیعی در سال ۱۸۶۳ در مسکو تشکیل شد. اولین رئیس این انجمن، گرگوری افیموویچ شچوروسکی بود و او به همراه دیگر اعضای برجسته انجمن، در مورد داشتن یک موزه بحث کردند. اولین اقدام آنها در این راستا، تأسیس کتابخانه‌ای بود که کتاب‌هایی را که تاریخ علم و فناوری را مستند می‌کردند، در خود جای دهد. این کتابخانه به کتابخانه مرکزی پلی‌تکنیک تبدیل شد، اما این امر جاه‌طلبی‌های آنها را تثبیت کرد. در سال ۱۸۷۱، شورای مسکو نیم میلیون روبل برای ایجاد یک موزه اختصاص داد. کمیته‌ای با ریاست افتخاری دوک بزرگ کنستانتین نیکولایویچ تشکیل شد. تشکیل یک موزه به موقع بود، زیرا دویستمین سالگرد پتر کبیر الهام‌بخش نمایشگاه فنی سراسری روسیه بود که برای راه‌اندازی موزه جدید استفاده می‌شد. از ژوئن ۲۰۲۳، رئیس موزه، میخائیل کووالچوک، رئیس مؤسسه کورچاتوف است.

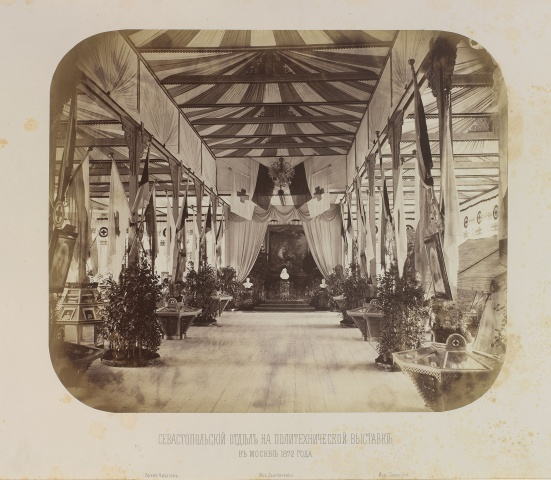
نمایشگاه فنی تمام روسی در مسکو، اثر ایوان دیاگوچنکو، ۱۸۷۲.

## مجموعه‌ها

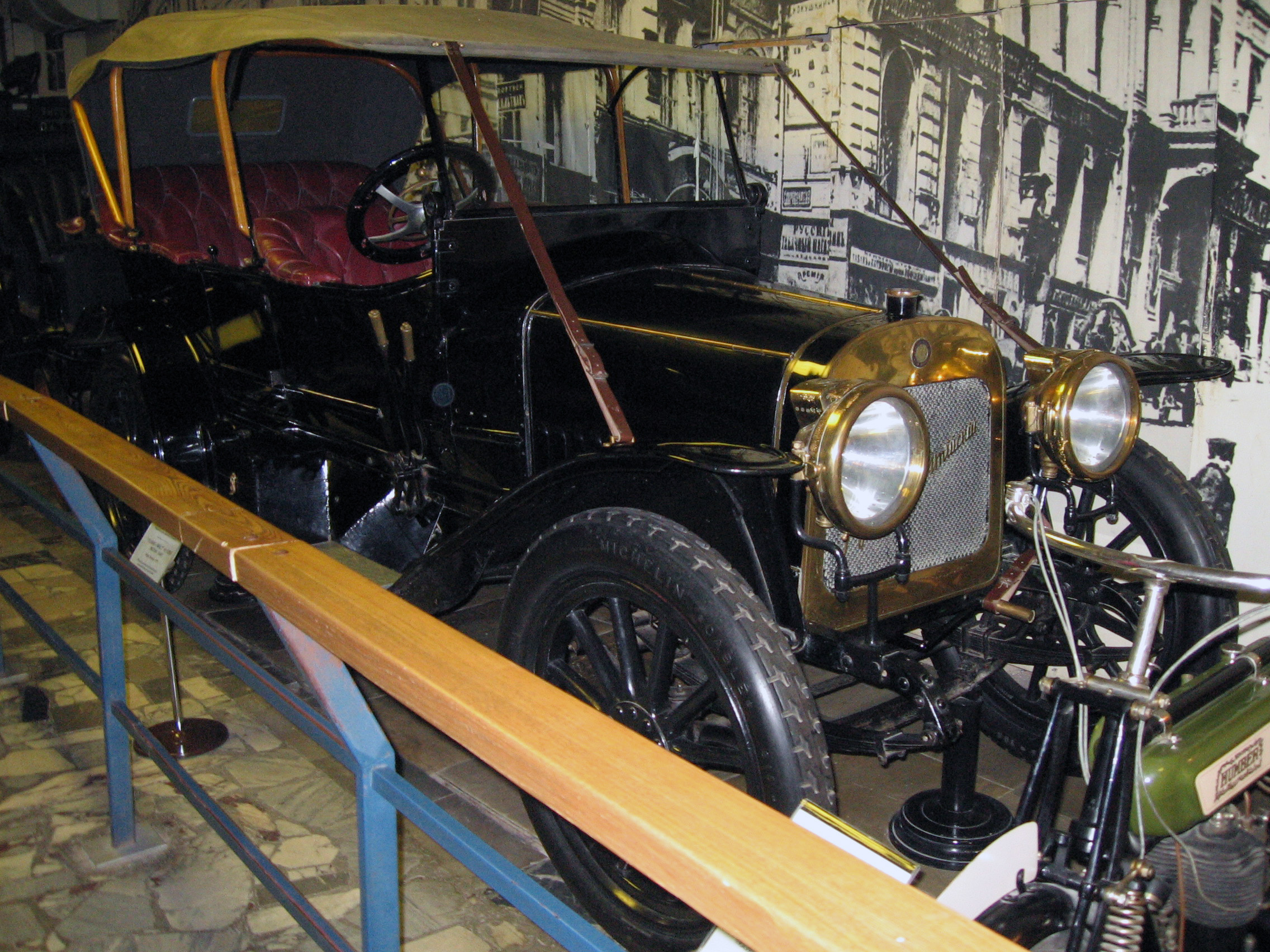
اسلحه روسو-بالت K12/20 که در سال ۱۹۱۱ در موزه پلی تکنیک (مسکو) عرضه شد.

از اول ژانویه ۲۰۱۳، موجودی موزه شامل ۲۲۹٬۳۴۸ قلم کالا بود.
مجموعه تجهیزات محاسباتی، جامع‌ترین نمایشگاه در روسیه است و شامل دستگاه‌های دارای حق چاپ نادر، مانند چرتکه خودکار اثر ویکتور بونیاکوفسکی، یکی از اولین مدل‌های ماشین حساب اودنر، تنها نسخه باقی مانده از کامپیوتر خانگی «اورال»، انتگرال‌گیر هیدرولیک اثر ولادیمیر لوکیانوف، تنها کامپیوتر جهان مبتنی بر منطق سه‌تایی، «سیتون» و بسیاری از موارد نادر دیگر می‌شود.

## نوسازی
بر اساس فرمان وزارت فرهنگ فدراسیون روسیه، صندوق توسعه موزه پلی‌تکنیک مناقصه‌ای برای توسعه طرح موزه برگزار کرد. در نتیجه انتخاب از بین ۱۴ پیشنهاد رقابتی ارائه شده توسط شرکت‌های روسی و خارجی متخصص در طراحی موزه، شرکت بریتانیایی رویداد ارتباطات انتخاب شد.

## سخنرانی‌های عمومی
موزه پلی‌تکنیک علاوه بر عملکردش به عنوان یک موزه، مکان مهمی برای انتشار علم و فرهنگ به زبان روسی نیز بوده است. از سال ۱۹۱۳ تا ۱۹۱۸، این موزه مرکز بحث در مورد آوانگارد روسیه بود و سخنرانی‌های عمومی توسط ولادیمیر مایاکوفسکی، دیوید بورلیوک، آندری بیلی، الکسی کروچنیخ و ولیمیر خلبنیکوف در آن ارائه می‌شد. در دوره خروشچف، سالن اصلی آن محل اجرای عمومی آندری ووزنسنسکی، رابرت روژدستونسکی و بولات اوکودژاوا بود. این مکان همچنین مکانی برای سخنرانی‌های علمی عمومی توسط الی مچنیکوف، الکساندر فرسمن و نیلز بور بود.